# 基基齊山
基基齊山（英語：Mount kikizi）是東非國家布隆迪的高山，位於該國東南部城鎮魯塔納以東，海拔高度2,145米，是布隆迪最高的山峰之一，也是尼羅河最南端的發源地。